# La idea de la fenomenología
La idea de la fenomenología es uno de los textos más importantes para el desarrollo del pensamiento husserliano, siendo traducido y reimpreso varias veces en diversos idiomas debido tanto a su claridad conceptual como a su claridad expositiva.
En la idea de la fenomenología se recogen las lecciones impartidas por Edmund Husserl en 1907, que suponen la primera exposición pública del sentido y las implicaciones del nuevo método descubierto por el autor, la llamada reducción fenomenológica, y permiten comprender el paso de la fenomenología descriptiva de Investigaciones lógicas (1900) a la Fenomenología trascendental de Ideas I (1913).

## Lecciones
Este volumen se divide en 5 lecciones, siendo la primera sobre las actitudes con respecto al conocimiento. La segunda lección trata en su totalidad sobre la duda de la posibilidad del conocimiento; a saber su referencia a objetualidad y su validez. La tercera lección es sobre la reducción y su utilidad. La cuarta lección trata sobre la teoría de la intencionalidad y la autodonación. Finalmente la quinta y última lección es sobre la constitución y la «conciencia» del tiempo.